# (7306) Panizon
(7306) Panizon (1994 EH) – planetoida z pasa głównego asteroid okrążająca Słońce w ciągu 4 lat i 107 dni w średniej odległości 2,64 j.a. Została odkryta 6 marca 1994 roku w obserwatorium Stroncone. Nazwa planetoidy została nadana na cześć włoskiego pediatry Franco Panizona.